# Szakály Péter
Szakály Péter (Nagyatád, 1986. augusztus 17. –) válogatott labdarúgó. Négyszeres magyar bajnok. Az Újpest FC vezető játékosmegfigyelője.

## Pályafutása

### Klubcsapatban
8 éves korában kezdett el futballozni Nagyatádon, a Nagyatád FC-nél kezdte játékos-pályafutását. Középiskolai tanulmányait Kaposváron folytatta és a Rákóczi labdarúgója lett. A kaposvári Táncsics Mihály Gimnáziumban az a Prukner László volt az osztályfőnöke, aki egyben a Kaposvári Rákóczi vezetőedzője is volt. Prukner végig figyelemmel követte pályafutását. A 2004/2005-ös idényben lett stabil tagja a klubnak, rendszeresen szerepet kapott a középpályán. Az utánpótláskorú játékosokra építő MTK meg is kereste, de ajánlatukat azonban visszautasította. Öccse, Dénes is labdarúgó és tagja volt Várhidi Péter U19-es válogatottjának bő keretének.
Szakály Péter tagja volt Róth Antal U20-as válogatottjának. 2008 januárjában a Debrecen csapatába igazolt. 2011-től a csapat kapitánya. A 2011-12-es szezonban nagyszerű játékkal járult hozzá a Loki 6., veretlenül megszerzett bajnoki címéhez. Teljesítményére Egervári Sándor szövetségi kapitány is felfigyelt.
2017. január 10-én a debreceni klub vezetősége felbontotta a szerződését.
2017. január 31-én igazolt a másodosztályban szereplő Puskás Akadémiába.

### A válogatottban
Egervári Sándor 2012-ben meghívta a felnőtt válogatottba két felkészülési mérkőzésre.

## Sikerei, díjai

### Klub
- Debreceni VSC:
  - Magyar bajnok (4): 2008–09, 2009–10, 2011–12, 2013–14
  - Magyar ligakupa (1): 2010
  - Magyar kupa (3): 2009–10, 2011–12, 2012–13
  - Magyar szuperkupa (1): 2010

Újpest FC:
- Magyar kupagyőztes: 2020–21

### Egyéni
- a HLSZ (Hivatásos Labdarúgók Szervezete) szavazásán a 2011/2012-es szezon legjobb játékosának járó Bozsik József-díj.
- RangAdó Díjátadó gála: 2013/2014-es szezon legjobb játékosa díj[5]

## Statisztika

### Mérkőzései a válogatottban
| Magyarország | Magyarország         | Magyarország                    | Magyarország | Magyarország | Magyarország | Magyarország | Magyarország | Magyarország |
| #            | Dátum                | Helyszín                        | Hazai        | Eredmény     | Vendég       | Kiírás       | Gólok        | Esemény      |
| ------------ | -------------------- | ------------------------------- | ------------ | ------------ | ------------ | ------------ | ------------ | ------------ |
| 1.           | 2012. június 1.      | Prága, Generali Arena           | Csehország   | 1 – 2        | Magyarország | barátságos   | -            | 89'          |
| 2.           | 2012. június 4.      | Budapest, Puskás Ferenc Stadion | Magyarország | 0 – 0        | Írország     | barátságos   | -            | 66'          |
| 3.           | 2012. augusztus 15.  | Budapest, Puskás Ferenc Stadion | Magyarország | 1 – 1        | Izrael       | barátságos   | -            | 63'          |
| 4.           | 2013. szeptember 10. | Budapest, Puskás Ferenc Stadion | Magyarország | 5 – 1        | Észtország   | vb-selejtező | -            | 86'          |
| 5.           | 2014. március 5.     | Győr, ETO Park                  | Magyarország | 1 – 2        | Finnország   | barátságos   | -            | 88'          |
| 6.           | 2014. május 22.      | Debrecen, Nagyerdei stadion     | Magyarország | 2 – 2        | Dánia        | barátságos   | -            | a szünetben  |
|              | Összesen             |                                 |              | 6            | mérkőzés     |              | 0            | gól          |